# 動詞連続構文
動詞連続構文 (どうしれんぞくこうぶん、英: Serial verb constructions)とは、複数の動詞が、明示的な連結標識を伴うことなく、単一の節内で一つの述語を形成したものを指す言語学の術語である。広い意味での「動詞連続構文」には、現代日本語の連用形や「テ形」を用いた複合述語も含まれることがある。
- 「走り去る」
- 「持って行く」

一方、厳密な意味での動詞連続構文においては、動詞同士の関係を表す形態素が一切現れない。以下はブラジル北西部のタリアナ語 (アラワク語族) における例である。
[nhuta
1SG.取る
nu-thaketa]-ka
1SG-通る.CAUS-SUBORD
di-ka-pidana
3SG-見る-REM.PST
「彼は私がそれを運んで行ったのを見た。」
この文において動詞連続構文と見做されるのは、[]で囲まれた部分である。そこでは「運んで行った」という話し手による一連の動作が、nhuta、thaketaという2つの動詞を用いて表されている。後者は接辞として人称標識nu-や従属節標識-kaを伴っているものの、日本語の「-て/で」や英語のandに相当する要素は全く見当たらない。

## 概要
アレクサンドラ・アイケンヴァルトは、動詞連続構文を、等位接続・従属をはじめとした如何なる統語的依存関係の標識も伴わずに現れ、単一の述語として振る舞う動詞の連続と規定している。その意味は単一の出来事として概念化されており、音声的にもひとまとまりで発音される。すなわち、ポーズが現れがちな節の境界とは異なり、単一の節を成す動詞の境界においてイントネーションの休止は起こらない。

### 時制・アスペクト・極性
動詞連続構文の内部において、動詞が異なる時制・アスペクトを取ることはない。以下の広東語の文では、「喊 (haam3)」「濕 (sap1)」という動詞がいずれも完結した事態を表している。
keoi5
3SG
haam3-sap1-zo2
cry-wet-PFV
go2
CLF
zam2tau4
pillow
「彼女は泣いて枕を濡らした」
同様に、連続する動詞の極性が異なることもない。例えば、西アフリカで話されるバウレ語の動詞連続構文において、構成要素の動詞をそれぞれ単独で否定するのは不可能であり、否定の作用域は全ての動詞に及ぶ。
Ɔ
3SG.SUBJ
fa
取る
man
NEG
agba
キャッサバ
man
与える
man
NEG
Yao.
ヤオ
「彼はヤオにキャッサバを与えなかった (取らず、与えなかった)」
*Ɔ
3SG.SUBJ
kɛɛ
炒める
man
NEG
ngatɛ
ピーナッツ
di.
食べる
「彼はピーナッツを炒めずに食べた」
*Ɔ
3SG.SUBJ
kɛɛn
炒める
ngatɛ
ピーナッツ
di
食べる
man.
NEG
「彼女はピーナッツを炒めたが、食べなかった」

### 項の共有
動詞連続が形成される際、主語や目的語のような項は普通共有されるが、そうでない場合もある。以下は他動詞の連続において同一の主語と目的語を取る例である。
nws
3SG
tua
〜を撃つ
rang
当てる
liab
猿
「彼は猿を撃ち抜いた」
しかし、主語が同一でも目的語が共有されない場合もある。
phom
1SG.M
paj
行く
talaat
市場
sɯɯ
買う
plaa
魚
「僕は市場に行って魚を買った」
他動詞と自動詞が連続する際は、もちろん目的語は共有されない。
lei5
2SG
lo2
取る
di1
PL
saam1
服
lai4
来る
「服を取って来い」

## 研究史
動詞連続構文は元来アフリカの言語に用いられていた術語が他地域の言語にも適用されたものである。動詞連続 (‘serial verb’) という語の初出はBalmer and Grant (1929) によるファンティ・アカン語の文法書である。それ以前にも、アカン語における動詞連続構文の存在自体は、Christaller (1875) らにより報告されていた。

## 地理的分布
動詞連続構文は、世界各地のクレオール言語のほか、西アフリカ、東南アジア、アマゾン川流域、オセアニア、パプアニューギニアの言語によく見られる。